# Dragomir Milošević
Dragomir Milošević (Ub, 4 febbraio 1942) è un ex generale e criminale di guerra serbo.
Fu il comandante dei Corpi Sarajevo-Romanija dell'Esercito Serbo-Bosniaco che assediarono Sarajevo per tre anni (dal 1992 al 1995) durante la guerra in Bosnia, sostituendo Stanislav Galić.
Nel complesso, l'assedio causò la morte di almeno diecimila civili, millecinquecento dei quali bambini.
Nel dicembre 2004 si arrese al Tribunale penale internazionale per l'ex-Jugoslavia dell'ONU, prima del quale fu accusato di crimini contro l'umanità e tre condanne per violazione del diritto bellico.
Il 12 novembre del 2009 è stato condannato in appello a 29 anni di reclusione, contro i 33 anni previsti dalla sentenza di primo grado.